# Pierre Vaillant
Pour les articles homonymes, voir Vaillant.
Pierre Vaillant, né à Paris le 30 janvier 1878 et mort à Chartres (Eure-et-Loir) le 8 mai 1939, est un peintre et graveur français.

## Biographie
Pierre Henri Vaillant est l'un des deux fils de Charles Émile Vaillant, architecte du département d’Eure-et-Loir de 1878 à 1909, qui eut pour élève Raoul Brandon.
Il passe ses premières années à Chartres, où il revient souvent auprès des clochers de la cathédrale qui émerveillèrent son enfance. Il y réalise des vues de la ville : « L'Eure à Chartres », eau-forte, « Rue du Pont Saint-Hilaire », eau-forte de 1910, « Vieux lavoirs sur l'Eure », lithographie de 17,3 × 13,2 cm, conservée au musée des Beaux-Arts de Chartres.
Il entre à l'École des beaux-arts de Paris dans les ateliers de Jean-Léon Gérôme et de Marcel Baschet. Il est également élève de Ferdinand Humbert.
Sorti de l'École, il découvre la Bretagne où il rencontre le peintre Charles Cottet et devient son ami et son disciple. Il retournera souvent dans ce pays d'adoption et plus précisément à Camaret qui lui inspire des toiles, et se fait connaître comme peintre de la région.
Il expose au Salon des artistes français de 1905 à 1913. Le Baigneur au soleil remporte une mention, suivie deux ans plus tard d'une médaille. En 1909, il envoie ses fileuses dites Les Vieilles aux fuseaux. En 1912, il expose Autour du pardon, Sainte-Anne-la-Palud, conservée au musée des Beaux-Arts de Quimper. Les études de cette œuvre lui servent à composer plusieurs toiles représentants les acteurs de ce pardon breton.
En 1914, sa carrière est interrompue par la Première Guerre mondiale. Il effectue plusieurs campagnes au front dont une à Verdun, dont il réalisera plus tard des études à l'eau-forte acquises par le musée de l'Armée relatant la vie quotidienne du poilu. Blessé au front, il est gazé, ce qui altérera sa santé future et ne lui permettra plus ses longs séjours en Bretagne. Il termine la guerre avec le grade de lieutenant et est décoré de la croix de guerre.
Le 20 novembre 1919, il épouse Élisabeth Froc, fille d'Auguste Froc, avocat à la Cour d'appel de Paris avec qui il aura quatre enfants.
En 1921, il expose Autour du pardon, Sainte-Anne-la-Palud au Salon de la Société nationale des beaux-arts. Il y expose aussi un portrait de son épouse Élisabeth Froc, La Dame à l'écharpe. Pour ces deux toiles, la Société nationale des beaux-arts le nomme sociétaire, puis membre du Comité en 1930, en remplacement du peintre Jean-Louis Forain.
De 1923 à 1928, il réalise la décoration de l’hôtel des Postes de Chartres. Ses toiles représentent des scènes de la moisson et de la vie quotidienne en Beauce, ainsi que plusieurs monuments du département d'Eure-et-Loir, dont les châteaux de Frazé et d'Anet. Ces œuvres sont détruites dans les années 1970.

Œuvres de Pierre Vaillant dans l'ancien hôtel des Postes de Chartres
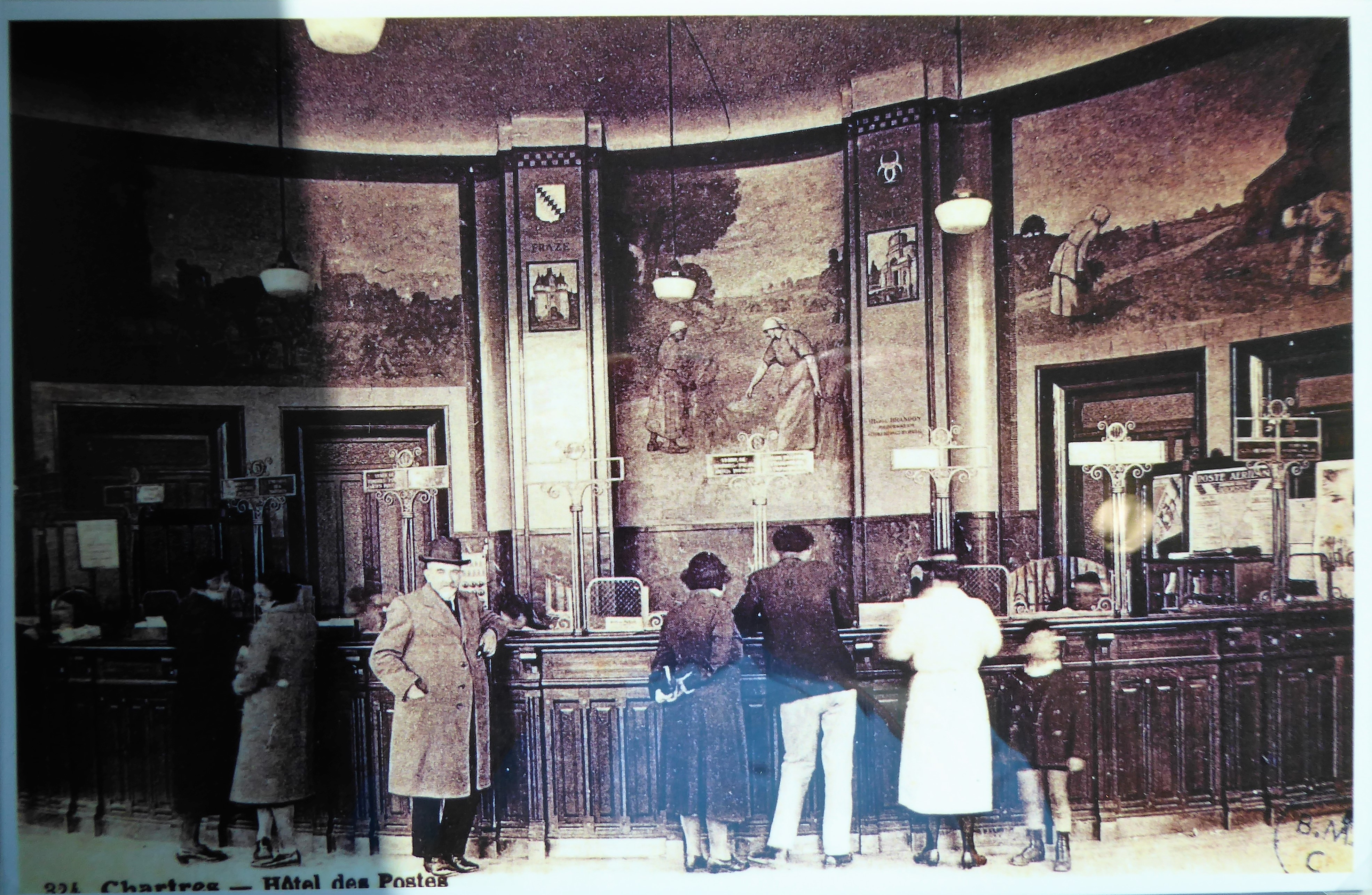
Brandon devant les peintures murales de Pierre Vaillant.
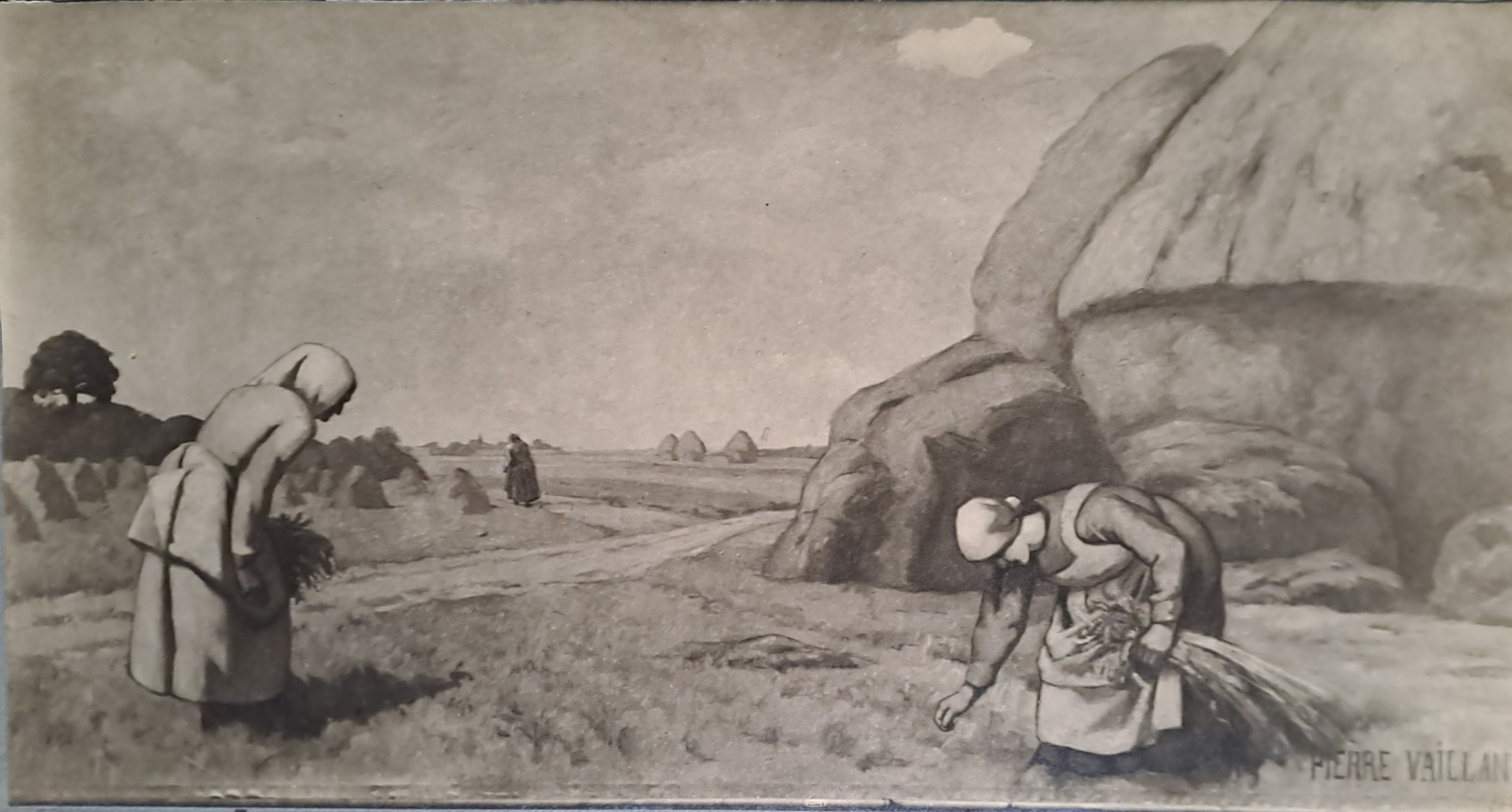
Les Glaneuses, ancien hôtel des Postes de Chartres.

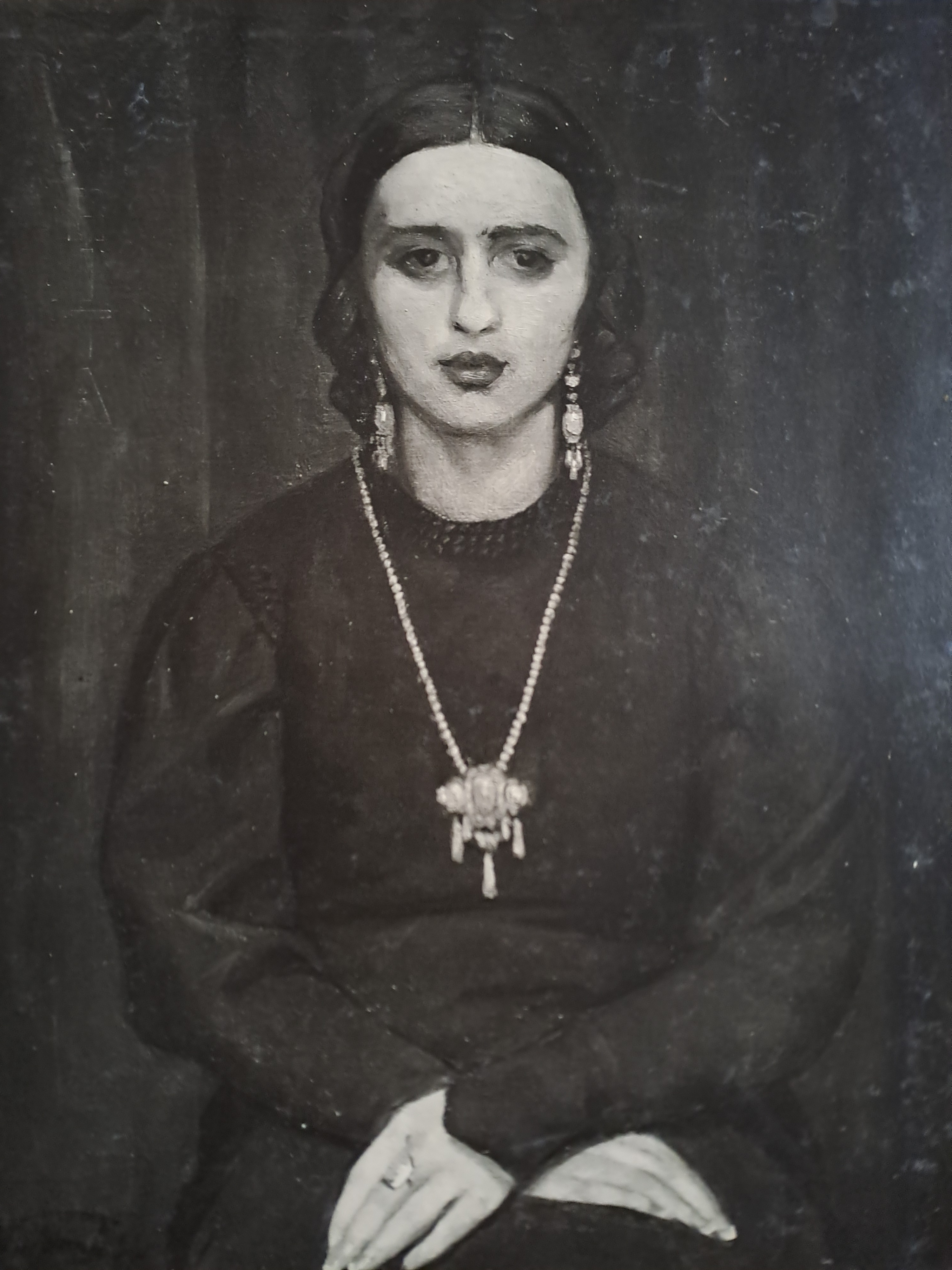
Portrait Amrita Sher-Gil.

Un dessin de sa Paysanne et enfant de Sainte-Anne-la-Palud est conservé à Paris au musée national d'Art moderne.
Dans son atelier de Montparnasse, Pierre Vaillant produit une série de portraits et de nus remarquée par la critique. L'un d'eux lui vaut le prix Cottet en 1930. La même année, il est nommé professeur à l'Académie de la Grande Chaumière à Paris en remplacement du peintre Lucien Simon. Pendant plusieurs années, il s'attache alors à l'instruction des jeunes artistes, dont Amrita Sher-Gil. L'État lui achète son Portrait d'une femme russe.
Il expose également au Salon des indépendants et au Salon des Tuileries.
Pierre Vaillant est nommé chevalier de la Légion d'honneur en 1937, et obtient la même année la plus haute récompense à l'Exposition  universelle pour son tableau L'Enfant au rideau.
Pierre Vaillant est l'ami d'artistes comme Albert Besnard, René Prinet, Edmond Aman-Jean, Marcel Louis Sauvaige ou Maurice Denis.
Il meurt à Chartres le 8 mai 1939.
Le contenu de son atelier est dispersé le 4 avril 1973 à Paris à l'hôtel Drouot.

Œuvres de Pierre Vaillant (localisations inconnues)
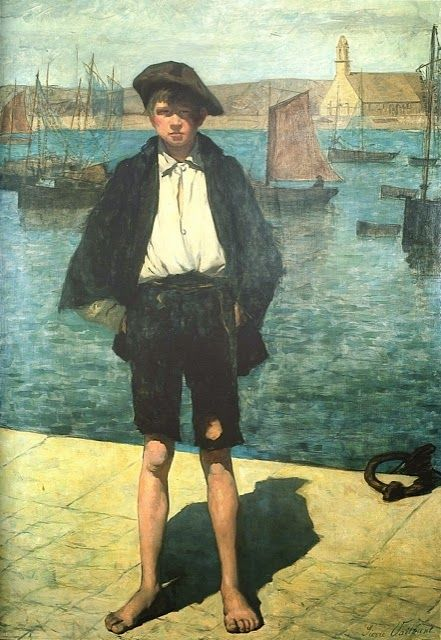
Le Mousse de Camaret (1905).
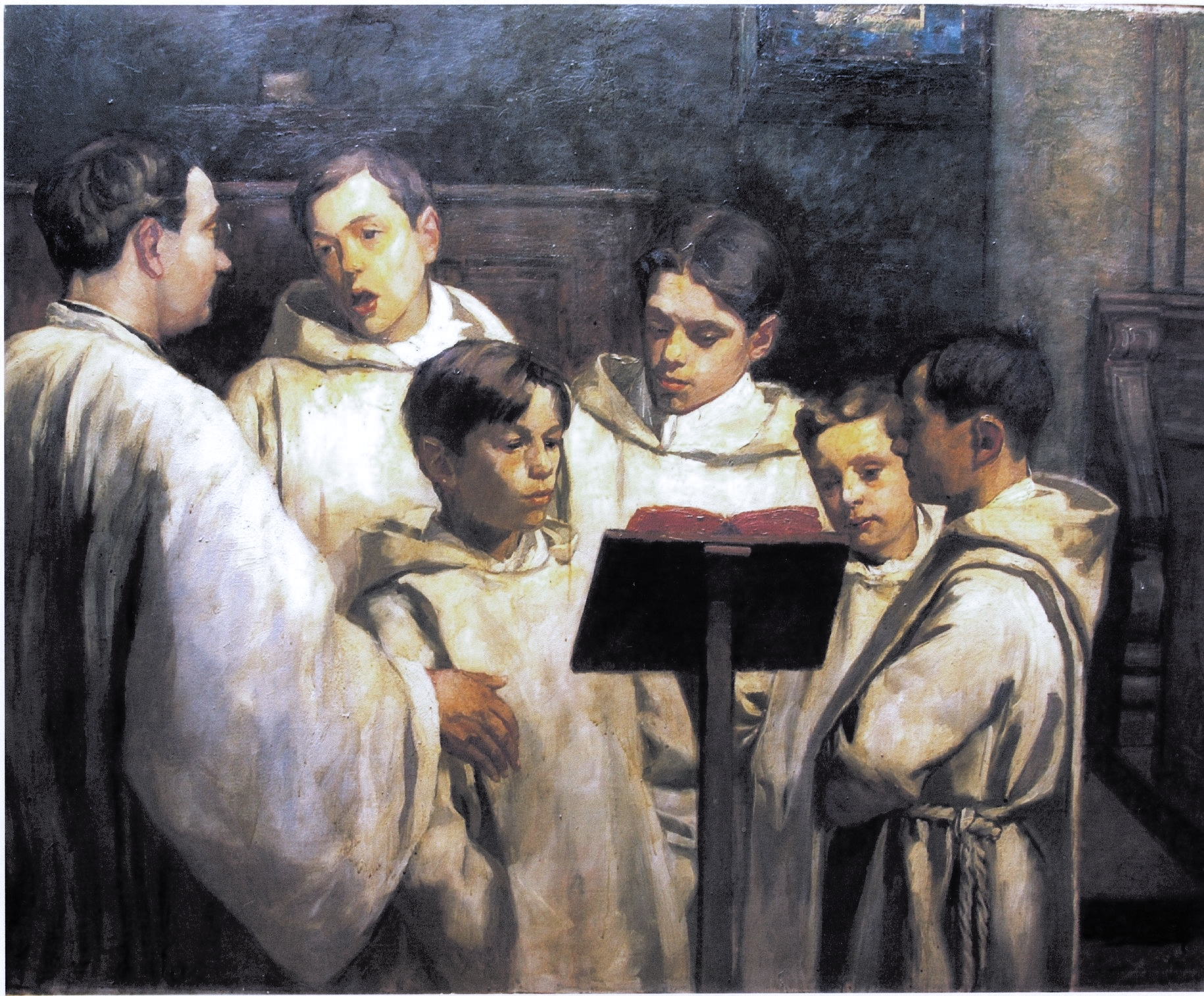
Les Chanteurs de Saint-Pierre de Chartres (1920).
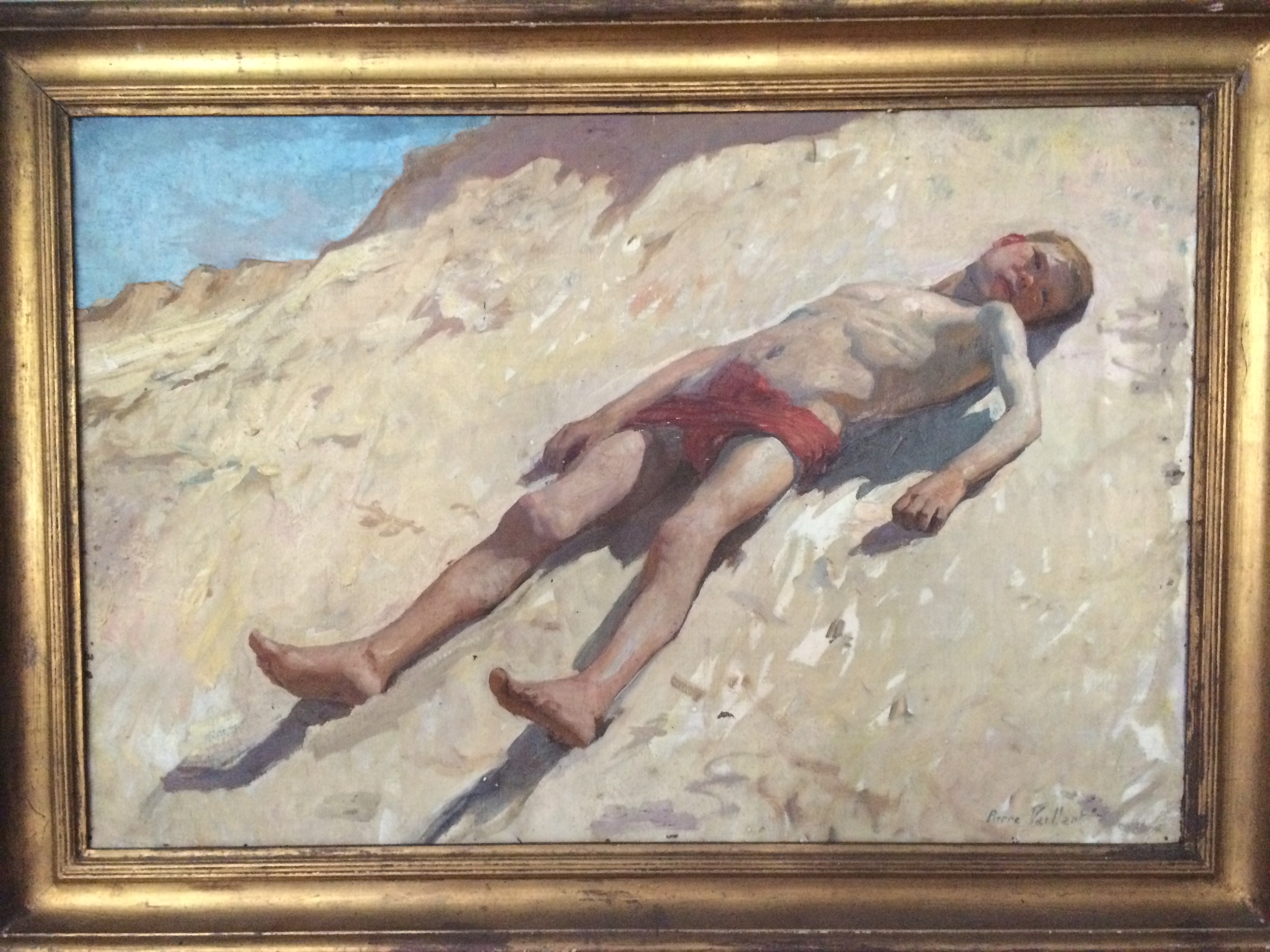
Le Baigneur au soleil[9].
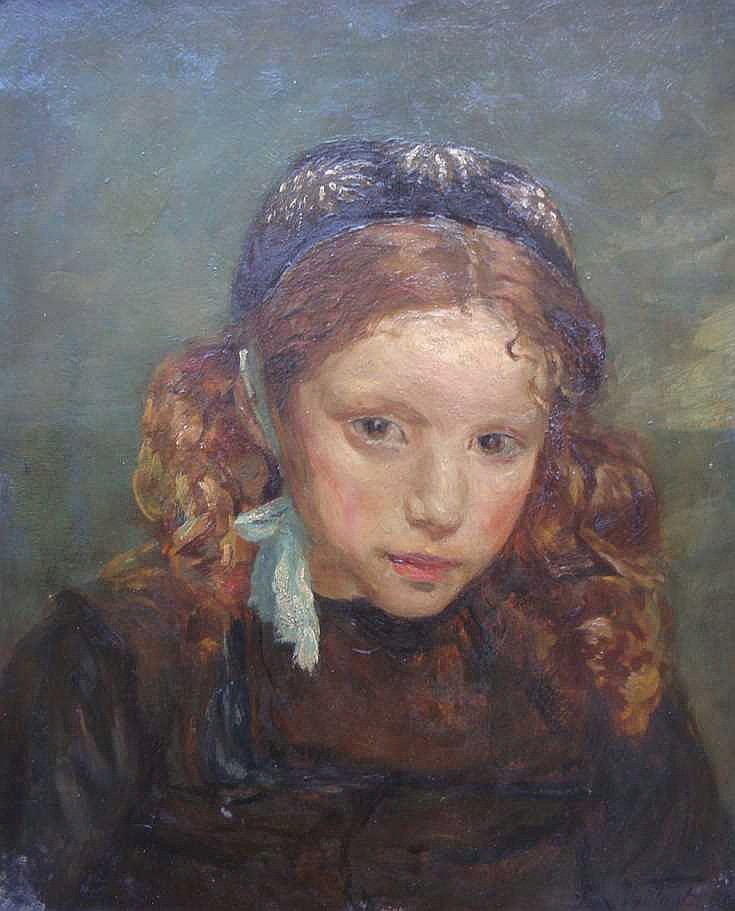
Portrait d'une jeune Quimpéroise au bonnet.
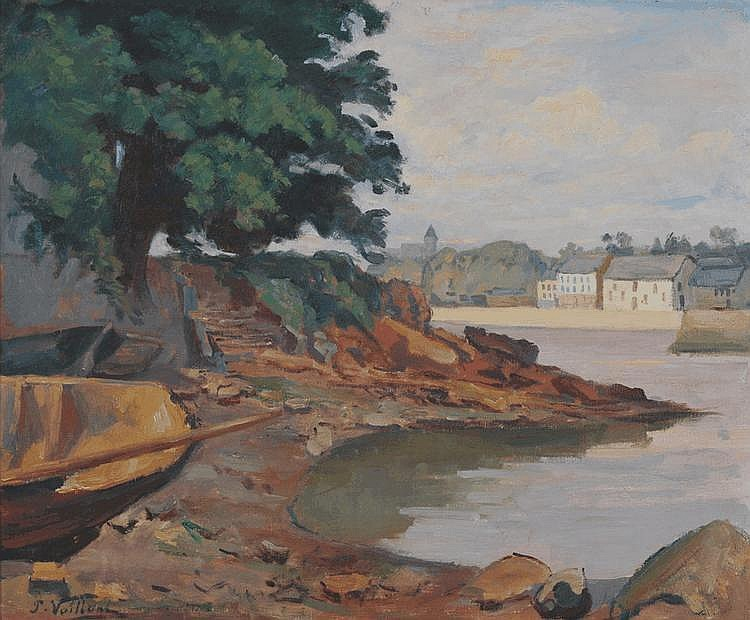
Port breton.
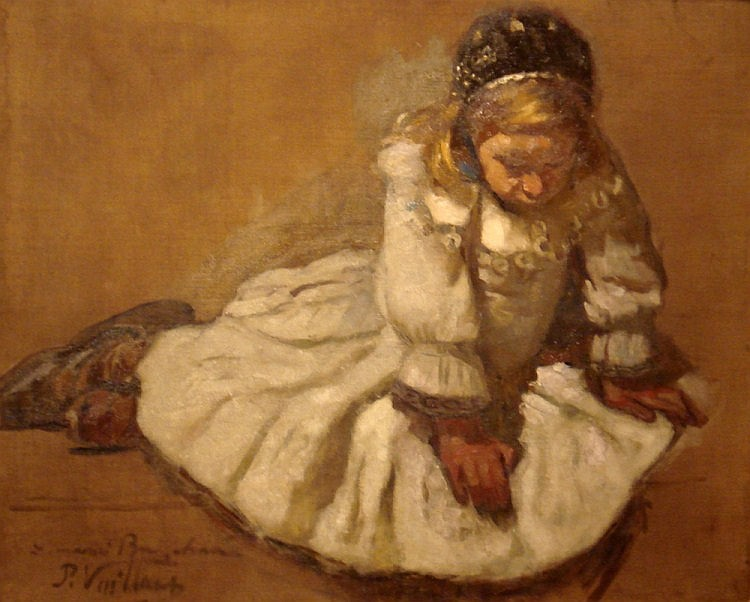
Une petite Bretonne.
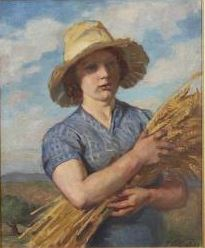
Paysan au chapeau tenant une gerbe de blé.
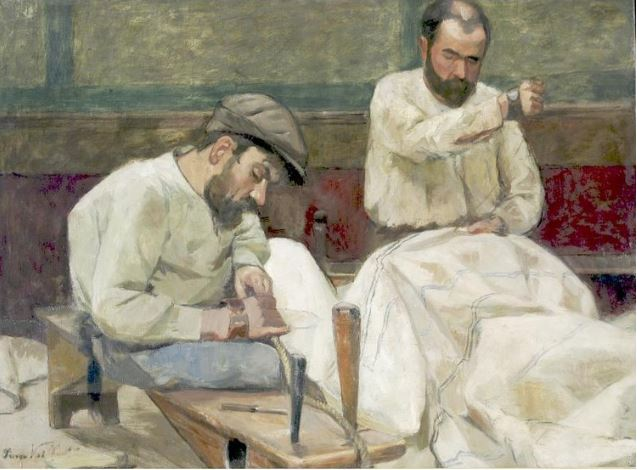
Les Voiliers.

## Expositions
- Une exposition de ses œuvres est organisée par Dominique Vaillant, sa petite-fille, les 12 et 13 novembre 2016 à la Bazoche-Gouet (Eure-et-Loir)[10].